# Leon Brylowski
Leon Józef Brylowski (ur. 21 stycznia 1928 w Garczu, zm. 28 sierpnia 2015 w Dzierżążnie) – kaszubski działacz społeczny i samorządowy, pedagog, nauczyciel, dyrektor szkół, regionalista.

## Działalność zawodowa
Karierę zawodową rozpoczął w 1946 r., kiedy został zatrudniony na stanowisku nauczyciela w szkole powszechnej w Kartuzach. W kolejnych latach pełnił funkcję nauczyciela w szkołach podstawowych (powszechnych) w Żukowie (1948–1951), Sierakowicach (1949–1950) i Jelonku (1950–1952), Szkole Podstawowej dla Pracujących w Kartuzach (1952–1953), Zasadniczej Szkole Metalowo-Drzewnej w Kartuzach (1953–1954). W kolejnych latach pełnił funkcje kierownika lub dyrektora kolejno: Liceum Korespondencyjnego w Gdańsku, filia w Kartuzach (1956–1959), Szkoły Podstawowej nr 3 w Kartuzach (1959–1980), Zasadniczej Szkoły Zawodowej Wojewódzkiego Zjednoczenia Gospodarki Komunalnej i Mieszkaniowej w Gdyni (1980–1985), Ogniska Pracy Pozaszkolnej w Kartuzach (1985-1986). Ponadto pełnił funkcje: zastępcy inspektora szkolnego Wydziału Oświaty Powiatowej Rady Narodowej w Kartuzach (1956–1959), wizytatora i metodyka w Centrum Doskonalenia Nauczycieli w Gdańsku, nauczyciela w Zespole Szkół Ponadgimnazjalnych w Przodkowie (1991–2001),
W 1963 r. ukończył studia magisterskie w Wyższej Szkole Pedagogicznej w Gdańsku. Pracę magisterską pt. „Szkolnictwo powszechne powiatu kartuskiego w okresie międzywojennym (1920–1939)” napisał pod kierunkiem doc. dr. Kazimierza Kubika w Katedrze Historii Wychowania i Organizacji Szkolnictwa.

## Działalność społeczna i samorządowa
W latach 1994–1998 radny Rady Miejskiej Kartuz, Delegat do Sejmiku Samorządowego Województwa Gdańskiego i członek jego prezydium. Członek Rady Krajowej Ruchu Stowarzyszeń Regionalnych RP. Członek Zarządu Wojewódzkiego Stowarzyszenia Polaków Poszkodowanych przez III Rzeszę w Gdańsku (w latach 1943–45 robotnik przymusowy, wywieziony na roboty do III Rzeszy, powrócił do kraju w 1946 r.).
Jeden z inicjatorów powołania Zrzeszenia Kaszubsko-Pomorskiego (ZK-P). Wiceprezes ZK-P w Kartuzach. W 1983 r. jeden z inicjatorów powołania Towarzystwa Miłośników Kartuz — organizacji społeczno-kulturalnej, która kontynuuje tradycje istniejącego w latach 1920–1939 Towarzystwa Upiększania Kartuz. W 1983 r. odmówiono rejestracji Towarzystwa z powodów prawnych i politycznych. 21 września 1989 r. z inicjatywy i pod przewodnictwem L. Brylowskiego odbyło się kolejne zebranie założycielskie, tym razem zakończone sukcesem. 20 lutego 1990 r. Towarzystwo zostało zarejestrowane przez Sąd Wojewódzki w Gdańsku. Leon Brylowski został wybrany na pierwszego prezesa organizacji. W wyniku kolejnych wygranych wyborów funkcję tę piastował nieprzerwanie do kwietnia 2015 r., kiedy zrezygnował z powodów zdrowotnych. Towarzystwo jest ważnym inicjatorem i animatorem życia społeczno-kulturalnego Kartuz. Do jego osiągnięć z okresu prezesury L. Brylowskiego można zaliczyć upamiętnienie dawnego cmentarza ewangelickiego i synagogi (w postaci głazów z dwujęzycznymi tablicami informacyjnymi), pierwszego kościoła parafialnego w Kartuzach pw. św. Katarzyny (1490–1847), zakończone sukcesem starania o rekonstrukcję XVII-wiecznej kaplicy pw. św. Krzyża na Górze Spiczastej, renowację pomnika Matki Boskiej Królowej Korony Polskiej z 1927 r. (dłuta Marcina Rożka) i przebudowy jego cokołu, remont i rozbudowę infrastruktury cmentarza katolickiego, organizację dorocznych konkursów na najbardziej zadbaną posesję i ogród, organizację imprez integracyjnych dla mieszkańców.

## Życie prywatne
Syn Augustyna, zawiadowcy stacji kolejowej w Garczu, członka Polskiego Związku Zachodniego i Moniki z Szymichowskich. Miał sześcioro rodzeństwa. W 1953 r. ożenił się z Heleną z Piotrowskich, z którą miał dwoje dzieci: Elżbietę i Witolda.
1 września 2015 r. został pochowany na cmentarzu katolickim w Kartuzach.